# Ка Фуза (Виченца)
Ка Фуза је насеље у Италији у округу Виченца, региону Венето.
Према процени из 2011. у насељу је живело 57 становника. Насеље се налази на надморској висини од 95 м.